# Базилика Святого Панкратия (Рим)
Базилика Святого Панкратия (итал. La Basilica di San Pancrazio) — базилика в Риме, освящённая в память Святого Панкратия Римского, раннехристианского мученика, пострадавшего в Риме во время великого гонения при императоре Диоклетиане. Расположена недалеко от Ворот святого Панкратия на холме Яникул по правому берегу Тибра, в районе Трастевере (ныне Джаниколо), за Аврелиановой стеной античного Рима. Имеет титул малой базилики.

## История

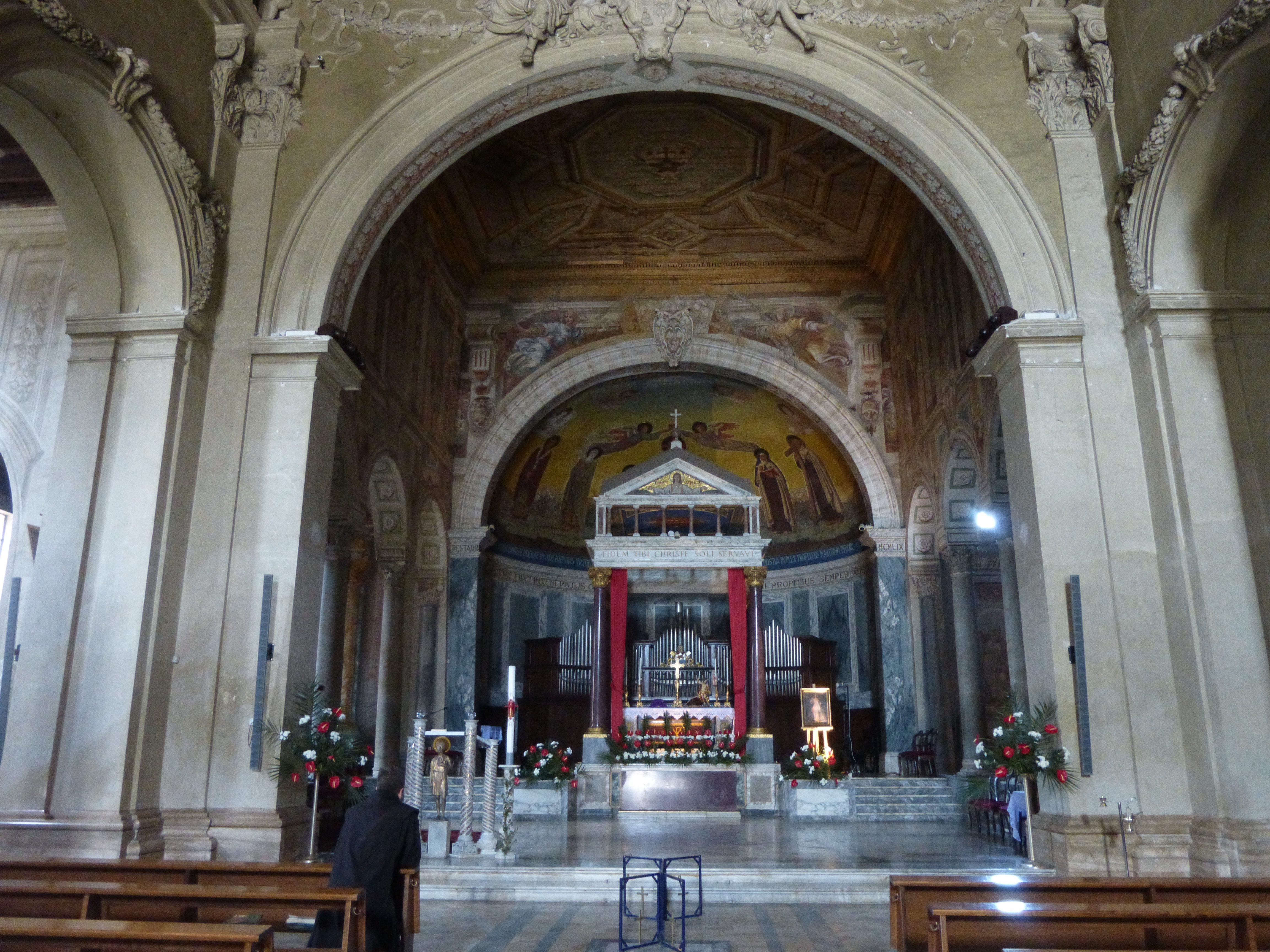
Интерьер церкви. Главный алтарь

Церковь была построена в VI веке при папе Симмахе на месте, где был похоронен мученик Панкратий Римский. Церковь была перестроена в XVII и XIX веках. Сохранился фасад конца XV века с гербом папы Иннокентия VIII. За церковью расположены обширные катакомбы святого Панкратия, или Оттавиллы.
Чтобы обеспечить регулярность литургических служб, проводимых внутри базилики, папа Григорий I пожелал построить рядом с ней монастырь, посвящённый святому Виктору (неясно, одноименному понтифику или другому святому с таким же именем) и порученный монахам-бенедиктинцам. В первой половине VII века, во время понтификата папы Гонория I, базилика была полностью перестроена, так что гробница святого Панкратия оказалась точно под главным алтарем. Фрески на трибуне (возвышение в апсиде) приписываются художнику Антонио Темпесте.
В базилике есть два входа в катакомбы: первый — вход матроны Оттавиллы, которая позаботилась о погребении молодого Святого Панкратия (доступен только для исследователей христианской археологии); второй — Сан-Панкрацио, доступный для посетителей. Эти катакомбы, по сравнению с другими, более известными, тесны и дают представление о трудностях жизни христиан, которые приходили сюда, чтобы почтить память умерших и отслужить мессу в подземных капеллах в годовщину смерти своих близких или какого-либо мученика.
Базилика была утверждена в качестве приходской церкви 12 апреля 1931 года буллой папы Пия XI «Pastorale munus». В воскресенье 22 апреля 1979 года базилику посетил папа Иоанн Павел II.

## Титулярная церковь
Церковь Святого Панкратия является титулярной церковью. Кардиналом-священником с титулом церкви Святого Панкратия с 24 марта 2006 года является испанский кардинал Антонио Каньисарес Льовера.